# Péninsule Baie Verte
Pour les articles homonymes, voir Baie Verte.

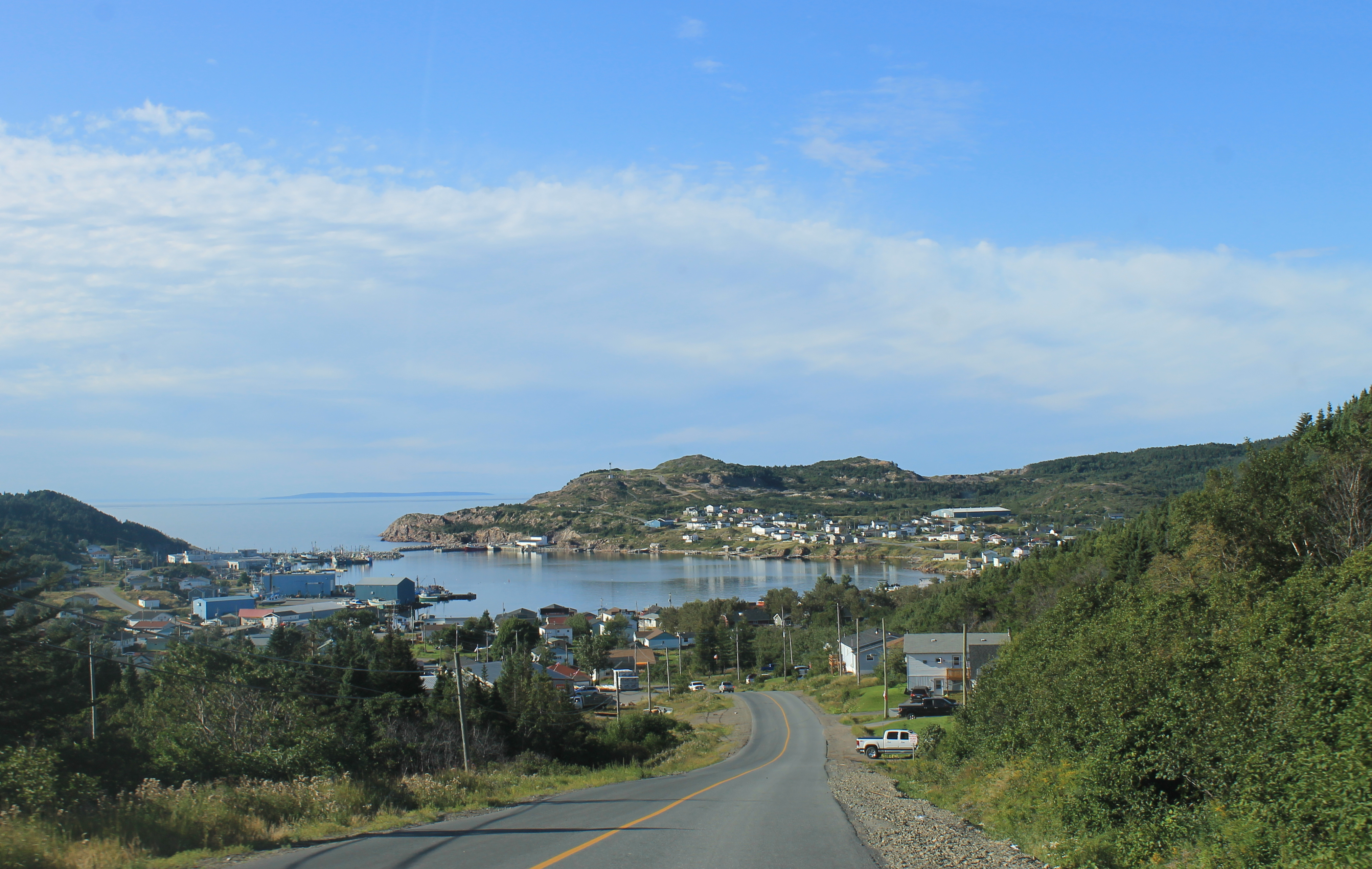
Vue sur le port de LaScie, une des localités situées sur la péninsule Baie Verte.

La péninsule Baie Verte est une grande péninsule située sur la côte nord-est de l'îlue se de Terre-Neuve dans la province de Terre-Neuve-et-Labrador au Canada. La péninsule est située entre les baies Notre-Dame et White. Plusieurs communautés sont situées sur la péninsule, la plus importante étant Baie Verte qui lui donna son nom.

## Annexe